# 엘리아스 뢴로트

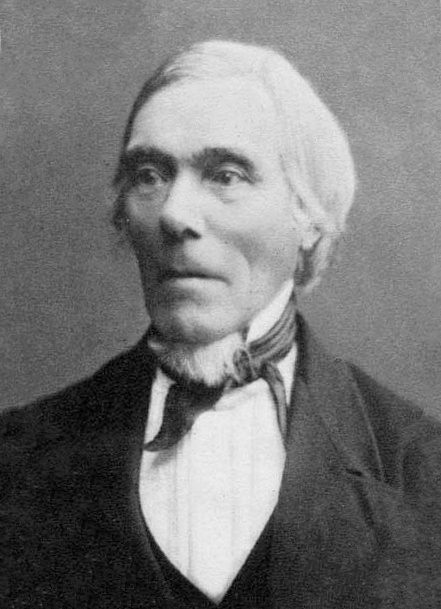
엘리아스 뢴로트

엘리아스 뢴로트(핀란드어: Elias Lönnrot [ˈɛlias ˈlœnruːt][*], 1802년 4월 9일~1884년 3월 19일)는 핀란드의 문헌학자이며, 핀란드 전통 구전 시가들을 수집한 인물이다. 그는 핀란드 민간 전승으로부터 수집된 민족 서사시 칼레발라의 저작으로 가장 잘 알려져 있다. 핀란드, 러시아 카렐리아, 콜라 반도, 발트해 연안 국가를 여러 차례 탐험하는 동안 핀란드 구전 전통에서 수집한 짧은 발라드와 서정시에서 발췌한 곡입니다.